# Juan Carlos Castro Crespo
Juan Carlos Castro Crespo (nacido el 28 de marzo de 1948, en Huelva, España) es un pintor y escultor español.

## Biografía
Sus primeras incursiones en el arte se dieron en el hogar familiar, al que considera la mejor escuela de Bellas Artes por la que ha pasado. Inició su trayectoria de manera muy temprana, debido a la influencia de otro artista, su padre Juan Castro, y de su madre Alejandra Crespo.
En 1971 ingresó en la Escuela Técnica Superior de Arquitectura de Sevilla pero abandonó los estudios en el ecuador de la carrera, ya que su vocación eran las artes plásticas. En 1976 se graduó en la Real Academia de Bellas Artes de Santa Isabel de Hungría, logrando completar los cinco cursos de la licenciatura en Bellas Artes en un solo año académico.
En 1980, aprobó con el número uno la cátedra en Madrid por oposición única a nivel nacional, lo que le permitió elegir Huelva como destino. 
En 1995 obtuvo el grado de doctor en Bellas Artes, con su tesis doctoral "Tres mil años de paisaje urbano en Huelva", que recibió la calificación cum laude. 
Ha ejercido de catedrático en la Facultad de Humanidades de la Universidad de Huelva y de profesor en el IES Diego Guzmán y Quesada, combinando durante más de 35 años la docencia con su vocación de creador de arte.

## Método de trabajo y técnica
Su obra pictórica se distingue por una paleta de colores vibrante y tendencia al expresionismo, buscando evocar emociones y sensaciones profundas. Es un artista reconocido por su estilo propio que combina el arte figurativo no realista, fundamentado en el análisis de la forma y el concepto, fusionando las técnicas del acrílico y el collage, y haciendo uso en ocasiones de materiales propios del Arte Povera que luego son pegados, clavados o grapados al papel o a la madera.
El autor caracteriza a su propio enfoque artístico como guiado por la libertad total en términos de lenguaje y temática -improvisación antes que ortodoxia- y a la vez por una gran exigencia en cuanto al equilibrio compositivo, lo que resulta en la destrucción, modificación o abandono de muchas piezas que no logran consolidarse. En el proceso de creación no utiliza bocetos, sino que trabaja directamente, y tampoco emplea modelos, sino que pinta siempre de memoria.

## Obra, colecciones y exposiciones

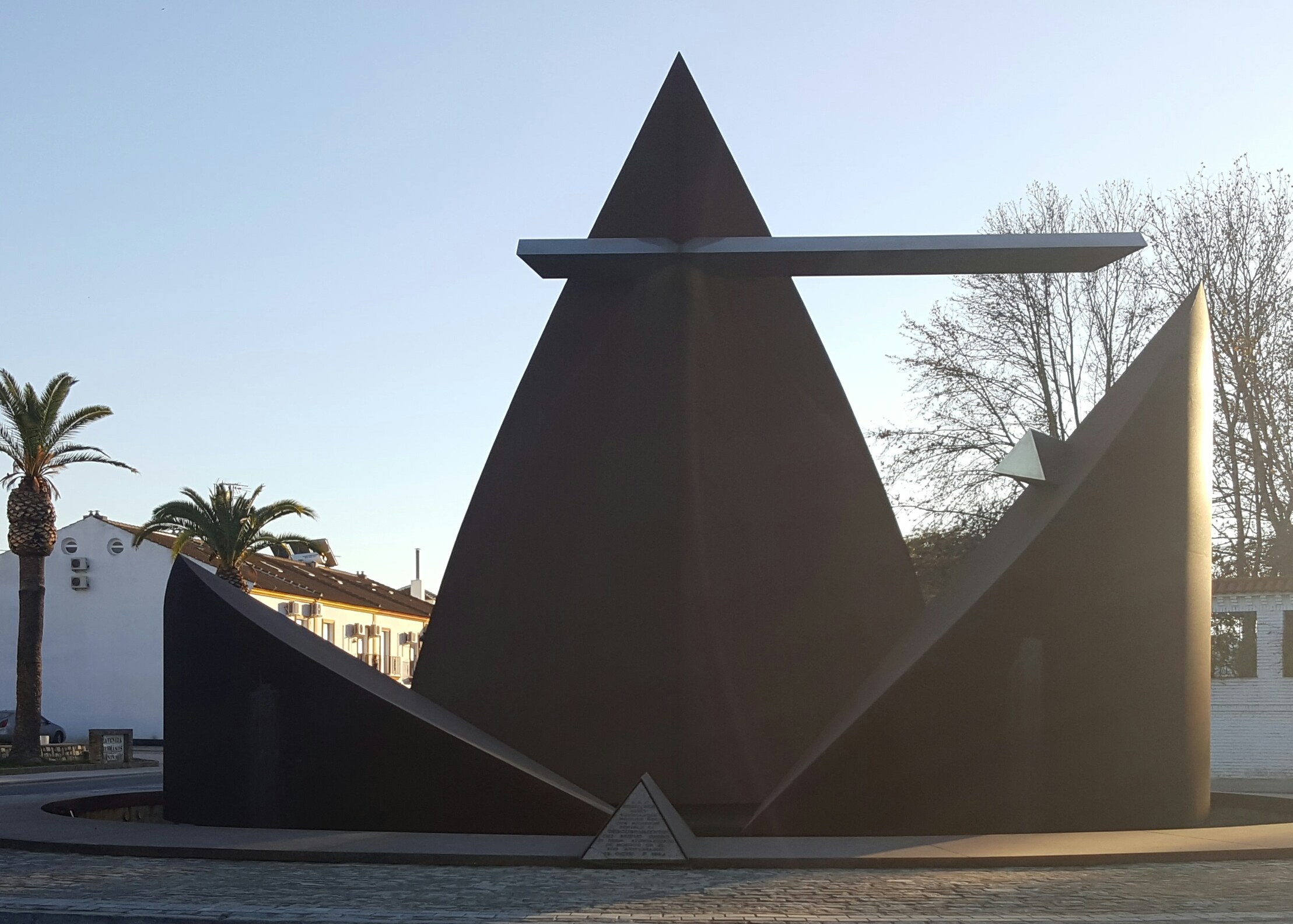
Monumento a los Hermanos Niño

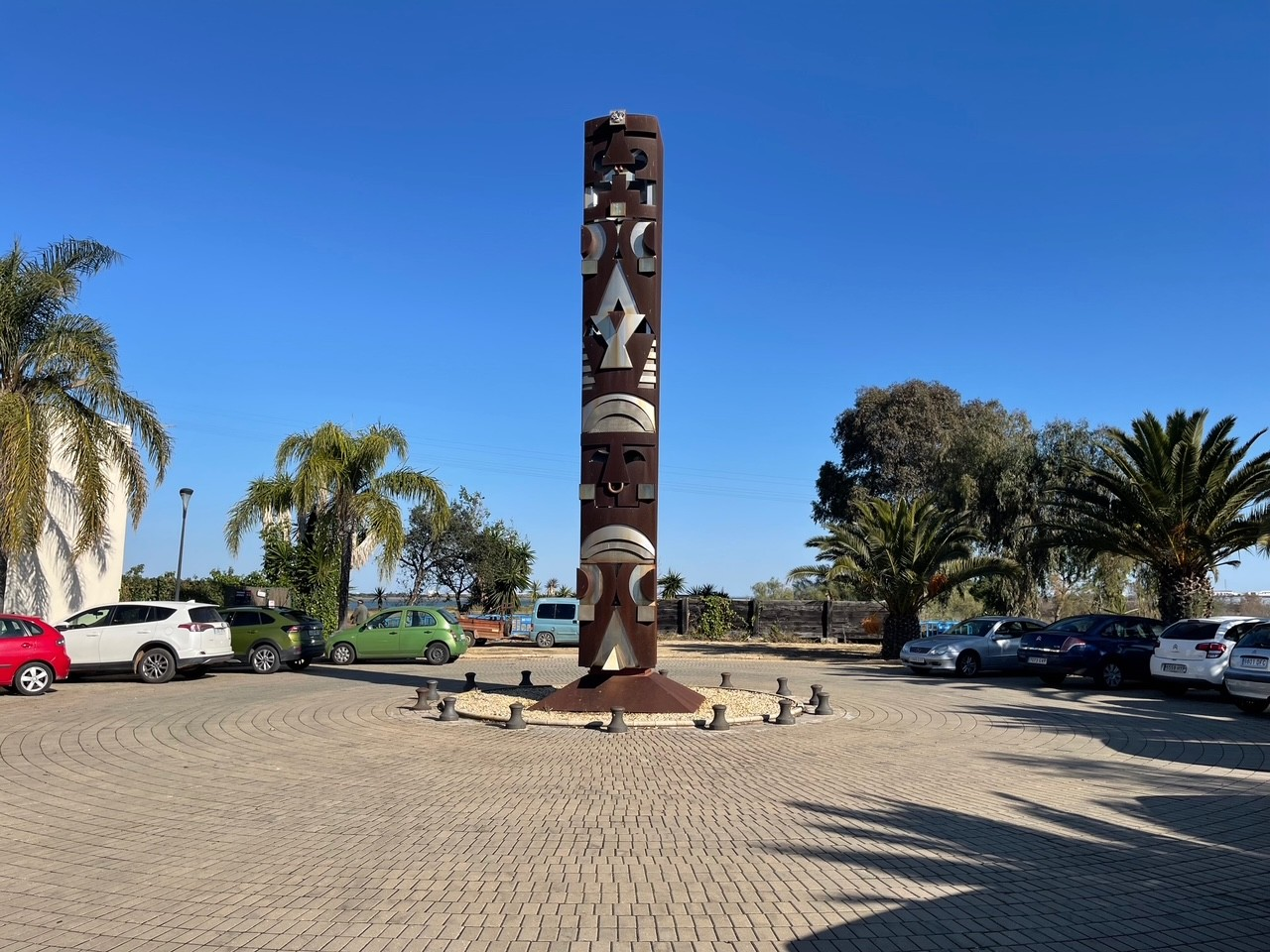
Tótem precolombino en el Muelle de las Carabelas (Palos de la Frontera)

Artista polivalente, posee una faceta como grabador en la que destacan las serigrafías Lugares colombinos, acompañadas por un texto de Pablo García Baena, Mar de invierno y Geometrías, con poemas de Abelardo Rodríguez, y Hombres de Huelva, con prólogo de Juan Cobos Wilkins. 
Participó en el proyecto del libro Canticosmos con seis grabados en aguafuerte sobre matrices de latón, realizados sobre papel de algodón y acompañados por poemas del escritor nicaragüense Ernesto Cardenal.
También sobresale como escultor con obras como el Monumento a los Hermanos Niño, realizado en acero corten y expuesto en el Museo al aire libre "Moguer EScultura", o el Tótem precolombino que adorna el Muelle de las Carabelas,  realizado en acero y cerámica vidriada.
En las últimas dos décadas ha creado diversas colecciones:
- Perdonen que les dé la espalda (2008)[14]
- Animal de fondo (2008)
- Miscelánea (2011)[9]
- El arte de la fuga (2012)[7]
- Symploké (2015)[15]
- Barroco (2016)[16]
- Espacios (2019)[17]
- Miopes como yo (2019)[18]
- La arquitectura de mi casa (2019)
- Preludio para un Teatro (2023)[19]
- Un día de noviembre (2024), junto con la poeta Inés Prades Cuervo[20][21][22]

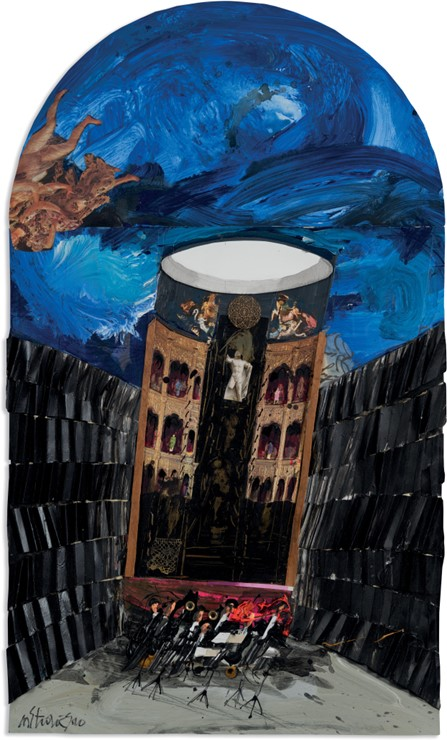
Opus 38 - 525x860mm (2019)

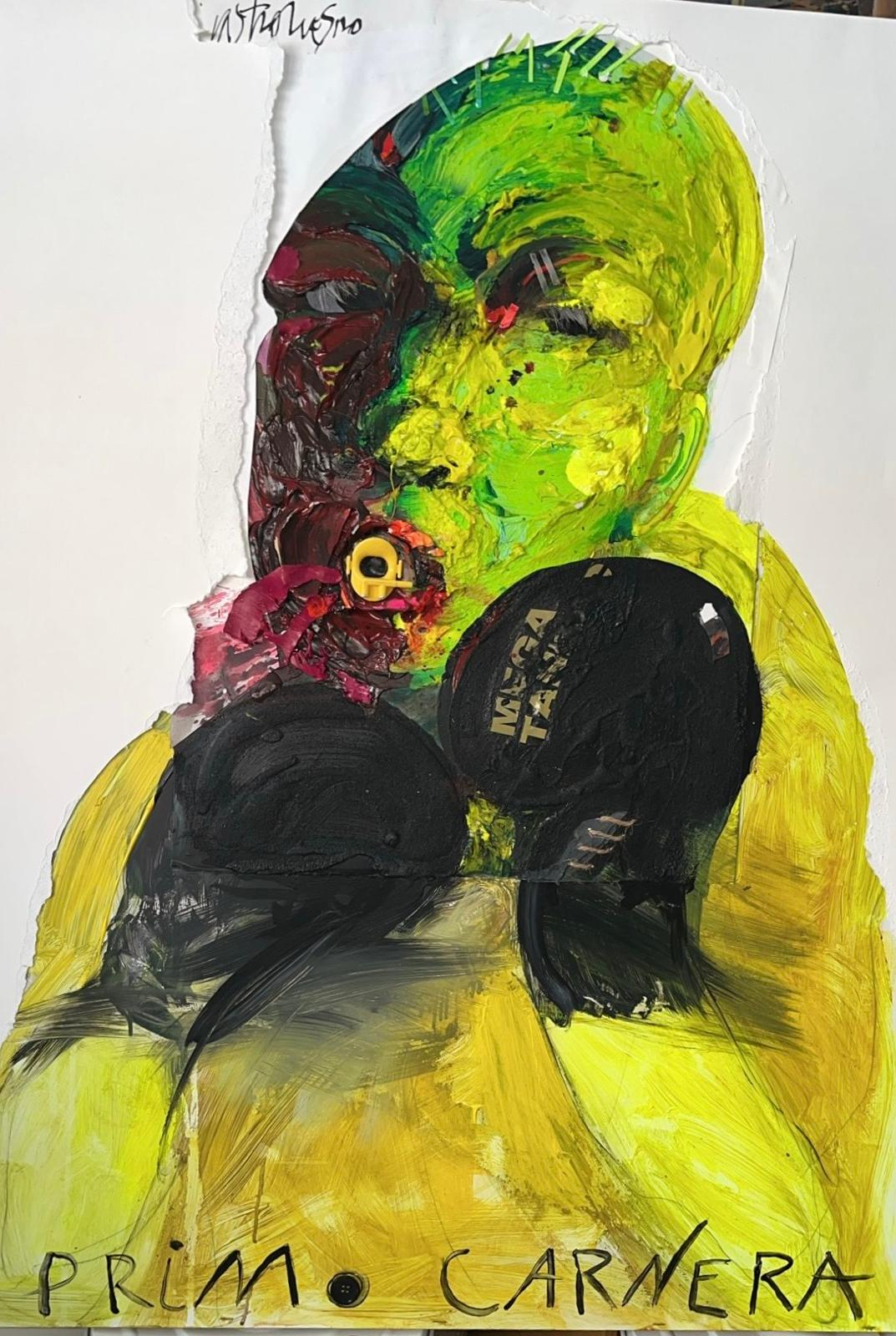
Primo Carnera - 1200x900mm (2025)

Sus trabajos forman parte de las colecciones de instituciones como Telefónica, la Casa Museo Zenobia y Juan Ramón Jiménez, la Casa de Alba o el Palacio provincial de Génova (Italia), y desde 1969 hasta el momento actual, la obra de Castro Crespo se ha reunido en numerosas exposiciones tanto en España como en el extranjero: Instituto Cervantes de Lisboa (Portugal), Galería Colegio de Arquitectos (Frankfurt), Las Reales Atarazanas (Barcelona), Palacio provincial de Génova (Italia), Universidad de Wisconsin (EE. UU.), Galería Colegio de Arquitectos (Huelva), Galería Palacio de la Madraza (Granada), Museo Vázquez Díaz  (Nerva), Teatro Felipe Godínez (Moguer), Exposición en Boulogne-Sur-Mer (Francia), Expo de Bruselas (Bélgica), Galería Caja Rural en plaza de La Magdalena (Sevilla), Casa de México (Madrid), Instituto de la Rábida, Sala de la Diputación de Huelva, Sala Caja Rural del Sur (Huelva), Casa-Museo Benlliure (Valencia), Casa Colón (Huelva), Centro Cultural de España (La Habana, Cuba), Inauguración de la Pinacoteca de Almonte, Exposición Shadows of Benbulbe (Sligo, Irlanda), Feria de ARCO (2013 y 2017) (Madrid), Exposición en el Museo Francisco Cossío (San Luis de Potosí, México), Salón Iberoamérica de la Casa Colón (Huelva), Gran Teatro de Huelva, Palacio de la Merced (Córdoba), Universidad de Huelva (Sala Cantero Cuadrado).

## Premios[24]
- Mención de Honor en la exposición nacional de Arte Contemporáneo (1969)
- 1º Premio Universitario de Pintura concedido por el Ayuntamiento de Sevilla (1972)
- 1º Premio Universitario de Pintura concedido por la Diputación de Sevilla (1973)
- 1º Premio Universitario de Pintura concedido por el Rectorado de Sevilla (1974)
- Premio al Cartel de la Feria del Libro concedido por el Instituto Nacional del Libro (1975)
- 1º Premio de Pintura Universitaria en Jaén (1975)
- 2º Premio de Murales del Aeropuerto de Sevilla (1976)
- 1º Premio de Dibujo Salón de Otoño de Sevilla (1983)
- Premio publicación del Cartel de Carnavales de Córdoba (1984)
- Premio Nacional de Pintura Ciudad de Ayamonte (1988)
- 1º Premio de Pintura en los certámenes de Isla Cristina, Ayamonte (1989)
- 1º Premio de Pintura Pedro Gómez (1999)
- 1º Premio de VII Certamen Iberoamericano de Pintura al Aire Libre "Enrique Montenegro" (2007)[25]
- Premio Nacional Doñana (2008)[26]
- 2º Premio de la 1era Bienal de Arte Contemporáneo Ciudad de México (2017)[27]
- Premio Anual de la Asociación Luis Felipe (2024)[28]

## Reconocimiento y distinciones
Ingresó en el año 2006 como académico de número en la Academia de las Ciencias, Artes y Letras de Huelva, y ha recibido diversos reconocimientos honoríficos como la Medalla de Huelva a las Artes Plásticas, el premio al Onubense del Año (2004-2005), la Medalla a las Artes del Ayuntamiento de Huelva (2012) y la Bandera de Andalucía (2004 y 2019), y está considerado como uno de los artistas más importantes de Andalucía, tanto a nivel técnico como conceptual.